# Busard grenouillard
Circus ranivorus
Espèce
Statut de conservation UICN

 LC  : Préoccupation mineure
Statut CITES
Répartition géographique
Le Busard grenouillard (Circus ranivorus) est une espèce de rapaces de la famille des Accipitridae.

## Alimentation
Il se nourrit de petits mammifères, particulièrement du rongeur Rhabdomys pumilio.

## Répartition et habitat
Cet oiseau fréquente les milieux humides de l'est et du sud de l'Afrique subsaharienne.